# James Collins (walijski piłkarz)
James Michael Collins (ur. 23 sierpnia 1983 w Newport) – piłkarz walijski grający na pozycji środkowego obrońcy.

## Kariera klubowa
Collins urodził się w Newport, ale karierę piłkarską rozpoczął w stolicy Walii, w Cardiff. Treningi rozpoczął w tamtejszym klubie Cardiff City, grającym w lidze angielskiej. W 2000 roku został włączony do kadry pierwszej drużyny, a w listopadzie 2000 zadebiutował w jej barwach, w meczu Pucharu Anglii z Bristol Rovers, wygranym przez Walijczyków 5:1. Przez pierwsze trzy sezony był rezerwowym, a Cardiff w 2001 roku awansowało z Division Three do Division Two, a w 2003 do Division One. Na zapleczu Premiership Collins grał przez dwa sezony, a w 2005 roku uznano go Najlepszym Młodym Piłkarzem Walii. Łącznie w barwach Cardiff rozegrał 66 meczów i zdobył 3 gole.
W lipcu 2005 roku Collins przeszedł do beniaminka Premiership, West Ham United. Do "The Hammers" trafił wraz z partnerem z linii obrony Cardiff, Dannym Gabbidonem, a suma transferu tej dwójki wyniosła 3,5 miliona funtów. Jednak z powodu kontuzji debiut Collinsa w nowym klubie opóźnił się. Zadebiutował on w rozgrywkach Pucharu Anglii, w meczu z Sheffield Wednesday (4:2). Z kolei po raz pierwszy w Premiership wystąpił 29 października w przegranym 0:2 wyjazdowym spotkaniu z Liverpoolem. W trakcie sezonu 2006/2007 kontuzji doznał Matthew Upson oraz Gabbidon i Collins do końca sezonu stworzył parę środkowych obrońców z Antonem Ferdinandem. 28 stycznia 2008 doznał kontuzji więzadeł kryżowych i nie wystąpił do końca sezonu 2007/2008.
Latem 2009 roku przeszedł do Aston Villi podpisując 4-letni kontrakt. Kwoty transferu nie ujawniono.
| Sezon   | Klub            | Kraj   | Rozgrywki      | Mecze | Bramki |
| ------- | --------------- | ------ | -------------- | ----- | ------ |
| 2000/01 | Cardiff City    | Anglia | Division Three | 3     | 0      |
| 2001/02 | Cardiff City    | Anglia | Division Two   | 7     | 1      |
| 2002/03 | Cardiff City    | Anglia | Division Two   | 2     | 0      |
| 2003/04 | Cardiff City    | Anglia | Division One   | 20    | 1      |
| 2004/05 | Cardiff City    | Anglia | Championship   | 34    | 1      |
| 2005/06 | West Ham United | Anglia | Premier League | 14    | 2      |
| 2006/07 | West Ham United | Anglia | Premier League | 16    | 0      |
| 2007/08 | West Ham United | Anglia | Premier League | 3     | 0      |
| 2008/09 | West Ham United | Anglia | Premier League | 18    | 0      |
| 2009/10 | West Ham United | Anglia | Premier League | 3     | 0      |
| 2009/10 | Aston Villa     | Anglia | Premier League | 27    | 1      |
| 2010/11 | Aston Villa     | Anglia | Premier League | 32    | 3      |
| 2011/12 | Aston Villa     | Anglia | Premier League | 32    | 1      |
| 2012/13 | West Ham United | Anglia | Premier League | 29    | 0      |
| 2013/14 | West Ham United | Anglia | Premier League | 24    | 1      |
| 2014/15 | West Ham United | Anglia | Premier League | 27    | 0      |
| 2015/16 | West Ham United | Anglia | Premier League | 17    | 0      |
| 2016/17 | West Ham United | Anglia | Premier League | 22    | 1      |
| 2017/18 | West Ham United | Anglia | Premier League | 13    | 0      |

## Kariera reprezentacyjna
W reprezentacji Walii Collins zadebiutował 27 maja 2004 roku w zremisowanym 0:0 towarzyskim meczu z Norwegią. Wcześniej rozegrał 13 spotkań w reprezentacjach młodzieżowych w kategoriach U-19, U-20 i U-21.